# DDR-Meisterschaften im Gewichtheben 1950
Die 2. DDR-Meisterschaften im Gewichtheben fanden am 9. Juli 1950 in Schönebeck statt. Gewertet wurde das Mehrkampfergebnis im olympischen Dreikampf aus Reißen, Stoßen und Drücken.

## Medaillengewinner
| Disziplin                       | Gold                                  | Gold     | Silber                                  | Silber   | Bronze                            | Bronze              |
| ------------------------------- | ------------------------------------- | -------- | --------------------------------------- | -------- | --------------------------------- | ------------------- |
| Bantamgewicht (bis 56 kg)       | Heinz Kahl (BSG Textil Zittau)        | 222,5 kg | Fritz Urban (BSG MAS Heldrungen)        | 215,0 kg | Otto Schmerder (Magdeburg-Buckau) | 210,0 kg            |
| Federgewicht (bis 60 kg)        | Heinz Kretzschmar (BSG Fewa Chemnitz) | 235,0 kg | Herold Trebsdorf (BSG Aufbau Crawinkel) | 232,5 kg | Mund (BSG MAS Heldrungen)         | 217,5 kg            |
| Leichtgewicht (bis 67,5 kg)     | Rolf Gapon (Magdeburg)                | 267,5 kg | Heinz Czernicki (Magdeburg)             | 265,0 kg | Fritz Jakubzyk (BSG AKRA Artern)  | 255,0 kg            |
| Mittelgewicht (bis 75 kg)       | Helmuth Unrein (BSG Einheit Erfurt)   | 287,5 kg | Alfred Wunderlich (Dessau)              | 275,0 kg | Hans Wagner (BSG AKRA Artern)     | 265,0 kg            |
| Halbschwergewicht (bis 82,5 kg) | Siegfried Arnold (SG DVP Erfurt)      | 272,5 kg | Wilhelm Ludwig (SG DVP Berlin)          | 265,0 kg | nur zwei Teilnehmer               | nur zwei Teilnehmer |
| Schwergewicht (über 82,5 kg)    | Herbert Albrecht (BSG Motor Suhl)     | 287,5 kg | Alfred Zimmermann (Magdeburg)           | 265,0 kg | Karl Mrose (BSG Aktivist Welzow)  | 252,5 kg            |